# Кефаль-головач
Кефа́ль-голова́ч або кефаль-рамада (Liza ramada) — риба родини кефалевих. Раритетний вид риб, занесений до Червоної книги України та інших природоохоронних документів.

## Опис
Довжина до 60 см, вага до 2,9 кг. Тіло витягнуте, струнке, трохи сплюснуте з боків. Верхня губа дуже вузька, зуби на ній дуже маленькі, схожі на щетину. Верхньощелепна кісточка закруглена, також вкрита маленькими зубами. Очі невеликі, жирові повіки зачаткові. Два спинних плавця розділені широким проміжком. У бічній лінії 41-46 лусок. Забарвлення спини темне, боки сірувато-сріблясті, черево біло-сріблясте. На боках 6 — 7 поздовжніх сіруватих смуг. Плавці світло-сірі або жовтуваті. Анальний плавець темний, біля основи грудного плавця темна пляма.

## Поширення
Поширена в Східній Атлантиці від Норвегії до Південної Африки, у Середземному та Чорному морях. В Україні біля берегів Криму та у гирлі Дунаю. Трапляється головним чином у тропічних та субтропічних водах поблизу берегів. 

## Спосіб життя та розмноження
Зграйна морська риба прибережної зони, зустрічається у лиманах, заходить у річки, прибережні озера. Віддає перевагу водоймам з замуленим дном. Дорослі особини живляться переважно детритом та фітопланктоном, молодь — зоопланктоном.
Статевої зрілості самці досягають у 2 роки, самиці — у 4 роки. Нерест восени та на початку зими. Ікра дрібна діаметром 0,66-1,03 мм, пелагічна. Має жирову краплину діаметром 0,2 мм.

## Охорона
Раритетний вид риб, занесений до Червоного списку МСОП (охоронна категорія: вид, близький до стану загрози зникнення), Червоної книги України (охоронна категорія: рідкісний вид), а також до Червоної книги Чорного моря (охоронна категорія: вид, вразливий в українському секторі Чорного моря).

## Практичне значення
Має велике промислове значення у світі. У водах України промислового значення не має внаслідок того, що дуже рідко зустрічається.